# 裴思谦
裴思谦（?—?），字自牧，绛州闻喜（今山西闻喜）人，晚唐狀元。
與仇士良友好，開成三年（838年）戊午科狀元，主考官是禮部侍郎高鍇，裴思谦請仇士良荐举信威逼高锴就範，高锴不得已取裴为状元。歷官节度判官、左散骑常侍兼大理卿。乾符三年（876年）由凉王傅分司轉卫尉卿。《全唐詩》錄其詩《及第后宿平康里》一首：“银缸斜背解鸣珰，小语偷声贺玉郎。从此不知兰麝贵，夜来新惹（染）桂枝香。”